# The Loved Ones
The Loved Ones è un film del 2009, diretto da Sean Byrne e con protagonisti Xavier Samuel e Robin McLeavy.

## Trama
Brent è un ragazzo introverso da quando suo padre è morto in un incidente stradale, proprio mentre lui era al volante. L'unica certezza e fonte di felicità è la sua ragazza, Holly, con la quale ha in programma di andare al ballo di fine anno. Ma il giorno prima, Brent viene avvicinato da una sua compagna di classe, Lola Stone, che gli chiederà di andare al ballo con lei. Brent rifiuta la richiesta, non consapevole purtroppo di aver firmato la sua condanna. Infatti Brent verrà poco dopo rapito dal padre di Lola e portato a casa della ragazza dove dovrà subire indicibili torture e piegarsi alle folli richieste della ragazza, che risulterà essere una psicopatica.
Brent tenta di fuggire due volte. Nella seconda fuga, avvenuta dopo un tentativo di lobotomizzazione, riesce ad uccidere il padre ma finisce rinchiuso in una sorta di botola. Con orrore, si scopre che nella botola sono rinchiusi da anni i ragazzi precedentemente rapiti (padre e figlia, infatti, da anni rapiscono coetanei da far "frequentare" alla ragazza). Non solo: questi hanno perso tutto ciò che li rendeva umani, tanto che cercano di cibarsi di Brent. Per fortuna, Holly si ricorda che quest'ultimo gli aveva parlato di una certa Lola Stone, e di come ella gli avesse chiesto di andare al ballo con lui.
Holly lo dice al padre poliziotto, il quale si reca a casa di Lola. Quest'ultima però lo ammazza per poi lo gettarlo nella botola. A quel punto Lola sceglie d'andare ad uccidere anche la madre e la ragazza di Brent. In aperta campagna Lola ferma la macchina di Holly, tentando di ucciderla. Quest'ultima però fugge di corsa, inseguita dalla psicopatica. Nel frattempo Brent riesce a fuggire (salendo sui cadaveri nella botola), prende la macchina del defunto poliziotto, così insegue ed investe Lola, uccidendola, salvando al contempo se stesso e la sua ragazza.

## Produzione
The Loved Ones è il primo lungometraggio del regista Sean Byrne.
Era stato inizialmente classificato come film vietato ai minori di 18 anni dalla critica australiana, ma è stato successivamente portato ad un vietato ai minori di 16 anni, grazie ad alcune scene da commedia romantica che attenuano le scene più sadiche e violente.
La colonna sonora originale è stata scritta da una musicista sperimentale, Ollie Olsen. Anche altre band e cantanti hanno partecipato quali Cosmic Psychos, Sophie Koh, Kasey Chambers, Parkway Drive, British India, Witch Hats, Little Red e Little River Band.

## Pubblicazione
Il film ha partecipato a diversi festival, tra cui il Toronto International Film Festival il 13 settembre 2009 e il 3 aprile 2010 durante l'Hong Kong International Film Festival. In America, è stato trasmesso all'AFI Film Festival il 31 ottobre 2009, al Dallas International Film Festival nel 2010, e al San Francisco International Film Festival il 2 maggio 2010. Le prime copie dei DVD sono state commercializzate in America a novembre del 2009 dall'American Film Market. The Loved Ones verrà trasmesso in un numero limitato di cinema americani. Il 1º giugno 2012, il film è stato presentato nelle città di Austin, Chicago, Houston, Los Angeles, New York e San Francisco. La Paramount Pictures e la Insurge Pictures hanno i diritti per distribuirlo nei mercati europei e asiatici.

## Critica
The Loved Ones ha vinto al Toronto International Film Festival Midnight Madness Peoples Choice Award nel 2009 e ha una preferenza del 98% sul sito di Rotten Tomatoes.